# 레롱딘

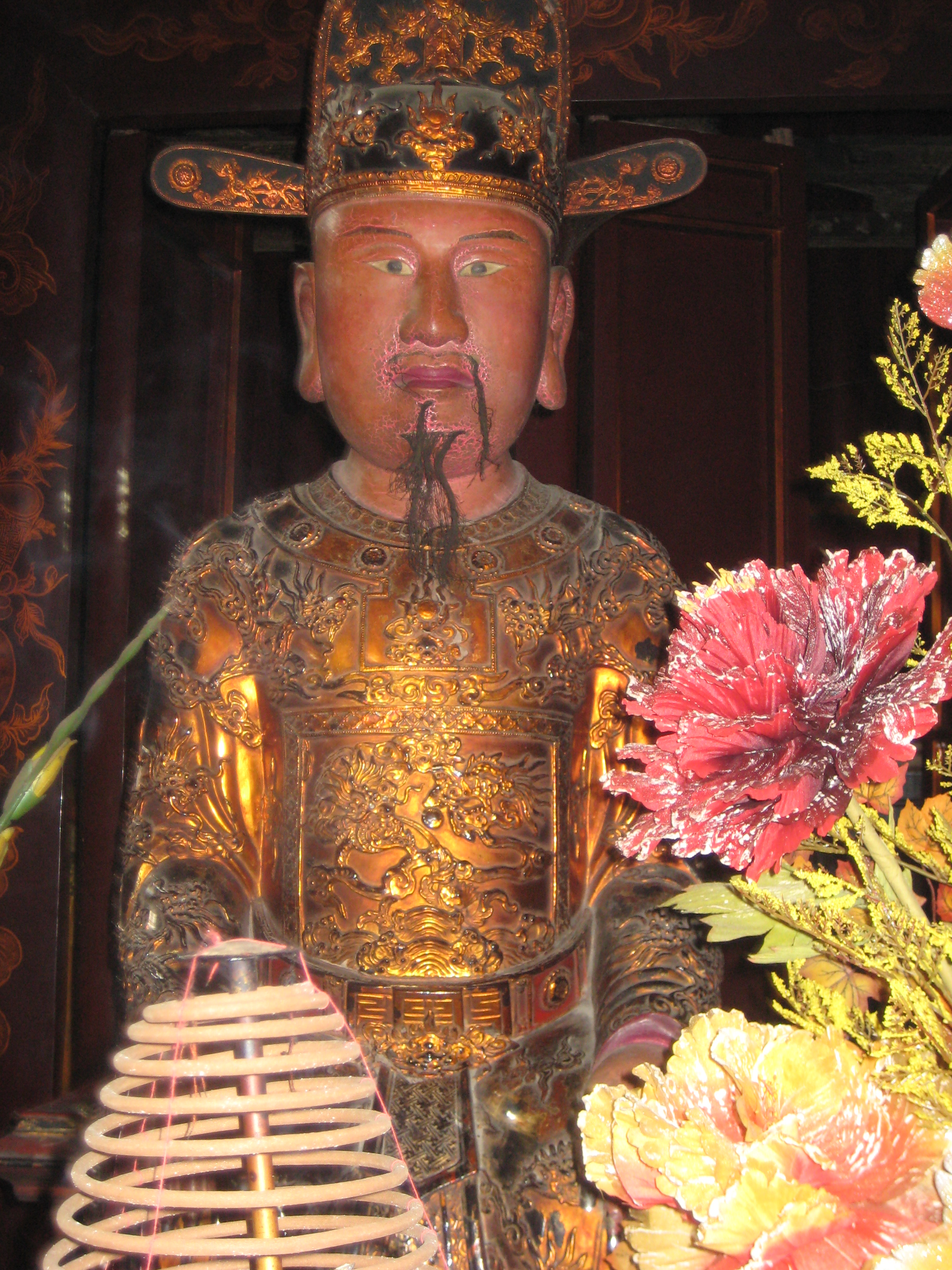

레롱딘(베트남어: Lê Long Đĩnh / 黎龍鋌 여용정, 티엔푹(天福) 7년(986년) ~ 까인투이(景瑞) 2년 10월 30일(1009년 11월 19일))은 대구월 전 레 왕조의 제3대 황제(재위: 1005년 ~ 1009년)이다. 레찌뚱(베트남어: Lê Chí Trung / 黎至忠 여지충)이라고도 하고, 레호안(黎桓)의 아들이다. 별칭은 와조황제(Ngọa Triều Hoàng đế/臥朝皇帝)이다. 《대월사기전서(Đại Việt sử ký toàn thư, 大越史記全書)》에는 와조황제라는 단어가 그의 시호라 하지만, 판타인잔의 저서 《흠정월사통사강목 (欽定越史通鑑綱目)》에 와조황제가 시호가 아니라 한다.

## 생애
전 여조의 황제 레호안(Lê Hoàn, 黎桓)의 아들로 태어났다. 1005년에 형인 레롱비엣(黎龍越)을 죽이고 제위를 찬탈하였다. 즉위 직후 그는 스스로를 개천응운성문신무칙천숭도 대승명광효황제(開天応運聖文神武則天崇道大勝明光孝皇帝)라 칭하고 자신의 생모를 흥국광성황태후(興国光聖皇太后)로 추존했다. 그는 잔인함이 레호안보다 심해 사형 집행을 좋아했고, 주색과 패륜을 즐겼다.
그는 사형집행을 했는데 잔인한 방법을 사용했다.
- 죄인에게 기름이 묻은 짚을 몸에 감은 뒤 불에 넣어 태워 죽였다.
- 일부러 예리함을 둔하게 한 칼로 죄인을 능지형에 처해 죽지 못하고 괴로워하는 모습을 보고 크게 웃었다.
- 이민족의 포로를 파도가 치는 곳에 만든 감옥에 가둬, 만조로 서서히 수중에 몰려 익사하는 모습을 보고 기뻐했다.
- 산의 절벽에 자란 나무에 죄인을 등반시킨 다음 그 나무를 잘라냈다. 그리고 추락사하는 모습을 바라보고 즐겼다.

그의 폭력적인 행동에 정치는 흐트러져 인심이 이반했다. 그런 가운데 민중들 사이에서는 '십팔자' 되는 자가 새로운 왕으로서 이 나라를 통할 수 있다는 소문이 돌기 시작한다. 승려 만행 은 '십팔자'란 '이', 즉 친위전 전 지휘사의 리꽁우언일 것이다. 그야말로 미래의 명군일 것이라고 예언한다. 이 소문을 들은 그는 리꽁우언을 죽이려 했지만 한편으로 그를 신뢰하고 있었기 때문에 리꽁우언은 죽음을 면할 수 있었다.
1009년에 침전에서 죽었다. 자주 병을 얻어 앓아 드러눕고 정사를 맡는 일이 있어서 와조(臥朝, Ngọa Triều)라는 별칭을 얻게 되었다. 레롱딘의 아들은 10살로 어렸기 때문에, 레롱딘의 동생 레롱데(베트남어: Lê Long Đề / 黎龍鍉 여용시)와 레롱뚱(베트남어: Lê Long Tung / 黎龍鏦 여용총)이 거병하여 제위를 둘러싸고 다투었다. 전 레 왕조의 대신인 친위전전지휘사(親衛殿前指揮使) 리공온(李公蘊)이 이 혼란을 틈타 다른 신하들 및 승려들에게 추대받는 형식으로 황제로 즉위하여 리 왕조를 창건하니 이로써 전 레 왕조가 멸망하였다.

## 기년
| 와조제      | 원년            | 2년        | 3년        | 4년             | 5년        |
| ----------- | --------------- | ---------- | ---------- | --------------- | ---------- |
| 서력 (西曆) | 1005년          | 1006년     | 1007년     | 1008년          | 1009년     |
| 간지 (干支) | 을사(乙巳)      | 병오(丙午) | 정미(丁未) | 무신(戊申)      | 기유(己酉) |
| 연호 (年號) | 응천(應天) 12년 | 13년       | 14년       | 경서(景瑞) 원년 | 2년        |

| 전 임 려룡월 | 제3대 대구월 전려조의 황제 1005년 ~ 1009년 | 후 임 (전려조 멸망) |